# بن دلالا (الروحا)
بن دلالا هي إحدى مشيخات المملكة المغربية، تتبع جغرافيا لإقليم زاكورة وإداريًا لالروحا. يقدر عدد سكانها بـ 1068 نسمة حسب الإحصاء الرسمي للسكان والسكنى لسنة 2004.